# Marcenay
Marcenay település Franciaországban, Côte-d’Or megyében. Lakosainak száma 98 fő (2022. január 1.). Marcenay Villedieu, Bissey-la-Pierre, Griselles, Laignes és Larrey községekkel határos.

## Népesség
A település népességének változása:
| Lakosok száma | 188  | 145  | 130  | 114  | 104  | 103  | 98   | 93   | 90   | 98   |
|               | 1968 | 1982 | 1990 | 2006 | 2013 | 2015 | 2017 | 2019 | 2020 | 2022 |